# 施氏油胡瓜魚
施氏油胡瓜魚，為輻鰭魚綱胡瓜魚目胡瓜魚科的其中一種，溫帶海水魚，分布於東北太平洋美國阿拉斯加至加州中部海域，體長可達23公分，棲息在底中層水域，生活習性不明，可做為食用魚。